# Władysław Bojkow
Władysław Eugeniusz Bojkow, ps. „4068”, „Bystrzycki” (ur. 4 września 1911 w Stanisławowie, zm. 15 września 1996 w Warszawie) – polski artysta plastyk, architekt wnętrz.

## Życiorys
Bojkow ukończył studia na Akademii Sztuk Pięknych w Krakowie na kierunku rzeźba, a w 1937 architekturę wnętrz w Instytucie Sztuk Plastycznych w Krakowie. W czasie II wojny światowej działał w ZWZ i AK.
Od 1946 był związany z Łodzią, gdzie w latach 50. wykładał na Wydziale Architektury Wnętrz PWSSP. Był inicjatorem zaszczepiania na gruncie łódzkim idei Spółdzielni Artystów Ład. Od 1946 należał do Łódzkiego Okręgu Związku Polskich Artystów Plastyków. Od 1949 był członkiem komisji plastycznej Wydziału Kultury Prezydium Rady Narodowej miasta Łodzi i kierownikiem artystycznym Zakładów Artystycznych ZPAP (ZPAP ART). Ponadto zasiadał w latach 1958–1970 w Zarządzie Głównym Sekcji Architektury Wnętrz ZPAP w Warszawie.

### Życie prywatne
Bojkow był żonaty i miał 2 dzieci. Został pochowany na cmentarzu powązkowskim.

## Realizacje
Bojkow realizował prace w zakresie architektury wnętrz we Lwowie, Krakowie, Warszawie, Łodzi, a także za granicą w: Płowdiw (1971), Mediolanie (1975) i Paryżu (1976) Projektował m.in.: wnętrza domów mody i domów książki, a także łódzkiego domu wczasowego „Prząśniczka”, Domu Zakładowego „Włókniarzy”, lokalu Turysty, Textilimpexu. Ponadto zaprojektował i zrealizował Wystawę Gospodarczą Planu 6-letniego w Łodzi przy współpracy Władysława Sowickiego (1950), wykonał opracowanie plastyczne I Ogólnopolskiej Wystawy Architektury Wnętrz i Sztuki Dekoracyjnej pod kątem architektury wnętrz przy współpracy W. Sowickiego (1952). Uczestniczył w konkursie na pomnik Chopina w Łazienkach w Warszawie, wraz z Władysławem Sowickim, Stanisławem Kucharskim, Marianem Stępniem i Antonim Biłasem zdobywając pierwsze wyróżnienie (1950).

## Odznaczenia
- Krzyż Kawalerski Orderu Odrodzenia Polski,
- Złoty Krzyż Zasługi,
- Medal 10-lecia Polski Ludowej[2],
- Honorowa Odznaka Miasta Łodzi[3].

## Nagrody
- Nagroda resortowa (1967),
- Medale ZPAP (1968, 1970, 1971 – za projekt księgarni DK[9], 1973 – za projekt wnętrz gmachu Textilimpexu[5], 1976),
- Nagroda MKiS na wystawie XXV-lecia Polski Ludowej (1969),
- Nagroda Miasta Łodzi (1972)[2].